# Bavê Teyar
Bavê Teyar (en kurde : باڤێ تەیار ; signifie : le père de Teyar, de son vrai nom Cûma Xelîl Îbrahîm, né en 1957 à Qamichli, en Syrie, Rojava et décédé le 19 janvier 2025,) est un dessinateur, acteur et comédien syrien-kurde connu dans tout le Kurdistan pour son personnage fictif du même nom.

## Héritage artistique
Cûma Xelîl Îbrahîm est actif depuis 1989 dans le domaine de la culture et des arts.

### Dessin
Dessinateur, ses croquis racontent la vie quotidienne simple d'un père de famille polygame et de son petit fils[pas clair] Teyar. La série rencontre un certain succès.

### Musique
Bavê Teyar était également un musicien accompli. Sa discographie inclut les singles "Cirane," "Laye Apemın," and "Mewlud," démontrant son agilité et sa dédication à la culture kurde ainsi qu'au questions contemporaines. Ces musiques sont displonibles sur les plateformes Spotify, Apple Music, et Amazon Music, lui permettant d'atteindre un public international.

### Théatre et comédie
Il acquiert au fil des années une grande notoriété et reconnaissance, en particulier avec ses performances humoristiques. En 2001, Ebdulbasit Navyan et Bavê Teyar fondent une troupe de comédiens, qui se spécialise depuis sur les arts culturels kurdes, principalement le théatre, la musique et les films. Les œuvres du groupe, combinant diverses expressions artistiques, abordent souvent des thèmes sociétaux et utilisent l’humour pour attirer l’attention sur les griefs quotidiens.
Elle s’est concentrée sur le développement et le maintien des langues kurdes et de la culture kurde, ainsi que sur la sensibilisation aux injustices sociales, questionnant les rôles de genre et la dynamique familiale.
Malgré leurs moyens limités, Bavê Teyar et son groupe ont pu produire plusieurs œuvres, dont six courts métrages et quelques pièces de théâtre, qui les ont fait connaître au-delà de la Syrie.

## Activisme et mort
En janvier 2025, Bavê Teyar participe à des manifestations pacifistes sur le barrage de Tishreen, dénonçant les attaques de la Turquie sur le gouvernement autonome du nord et de l'est de la Syrie,. Le 18 janvier 2025 un drones turcs mene une frappe aérienne sur les manifestants, blessant et tuant plusieurs civils. Teyar est gravement blessé et décède des suites de ses blessures le 19 janvier 2025. Il est considéré comme la victime kurde la plus importante des opérations militaires turques en Syrie. Sa mort violente a provoqué un grand choc et une grande consternation au sein de la communauté kurde.

### Citations
« I swear by the blood of the martyrs, you cannot break one millimeter of our morale. Our morale is high, as long as we have fighters, our morale is high. Not with your tanks, not with your bombs, you cannot scare us. »
— Bavê Teyar, Janvier 2025, Barrage de Tishreen.
        
« Je le jure par le sang des martyrs, vous ne pouvez pas briser une once de notre moral. Notre moral est bon, tant que nous avons des combattants, notre moral est bon. Ni avec vos chars, ni avec vos bombes, vous ne pouvez pas nous faire peur. »
« You see all these people here on their feet, even if you bomb us we will stand against it. »
— Bavê Teyar, Janvier 2025, Barrage de Tishreen.
        
« Vous voyez tous ces gens ici, debout ? même si vous nous bombardez nous resisterons. »

## Discographie réduite
- Cirane (2024)[4]
- Laye Apemın (2024)[4]
- Mewlud (featuring Helimo)[4]
- Çavexwe Vek (2024)[4]
- Mamoste (2024)[4]
- Kahf Mezıno (2024)[4]